# Nuxia pachyphylla
Nuxia pachyphylla är en tvåhjärtbladig växtart som beskrevs av John Gilbert Baker. Nuxia pachyphylla ingår i släktet Nuxia och familjen Stilbaceae. Inga underarter finns listade i Catalogue of Life.